# Seringueiras
Seringueiras är en kommun i Brasilien.   Den ligger i delstaten Rondônia, i den centrala delen av landet, 1 700 km väster om huvudstaden Brasília. Antalet invånare är 11 649.
Omgivningarna runt Seringueiras är huvudsakligen savann. Runt Seringueiras är det mycket glesbefolkat, med 6 invånare per kvadratkilometer.